# Roy Neuberger
Roy Rothschild Neuberger (Bridgeport, 21 juli 1903 - New York, 24 december 2010) was een Amerikaans belegger en bankier. Hij was de medestichter van Neuberger Berman, een vermogensbeheerder en private bank. Neuberger was eveneens een kunstverzamelaar en mecenas van de moderne kunst.

## Levensloop
Neuberger werd geboren in Bridgeport in de Amerikaanse staat Connecticut in een rijke joodse familie en bracht zijn jeugd in New York door. Op 12-jarige leeftijd werd hij weeskind. Na zijn middelbare studies schreef hij zich in aan de New York University om er journalistiek te gaan studeren. Hij zette zijn studies echter stop zonder een diploma te behalen.
Zijn eerste job vond Neuberger in een warenhuis in Manhattan waar hij onder meer schilderijen verkocht. Op 22-jarige leeftijd trok hij naar Parijs waar hij leefde als een bohemien. Hij bezocht er driemaal per week het Louvre en kwam er in contact met kunsthistoricus Meyer Schapiro die hem de moderne kunst leerde kennen. Neuberger studeerde er kunst en maakte er een aantal schilderijen. Na het lezen van de biografie over Vincent van Gogh die zijn leven eindigde in armoede en miserie en die bij leven slechts één schilderij verkocht, besliste Neuberger om zelf fortuin te gaan maken en met dat geld het werk van minder bekende kunstenaars van de moderne kunst te gaan aankopen.
Eenmaal terug in de Verenigde Staten vond Neuberger in 1929, enkele maanden voor de grote beurskrach een job op Wall Street als aandelenverhandelaar. Onder zijn klanten bevonden zich onder andere Joseph P. Kennedy en Bernard Baruch. Ondanks de Grote Depressie van de jaren 1930 slaagde Neuberger erin om zijn verliezen te beperken wat hem vele nieuwe klanten opleverde.
In 1939 richtte hij samen met zijn collega Robert Berman (1910-1954) Neuberger Berman, een vermogensbeheerder en private bank op. Na de dood van Berman nam Neuberger de leiding van de firma volledig op zich. Neuberger Berman bleef groeien en trok in 1999 naar de beurs. Enkele maanden later ging Neuberger officieel met pensioen maar hij bleef tot op 99-jarige leeftijd elke dag op post op zijn kantoor. Een rugoperatie maakte hieraan een einde.
In 2003 kocht Lehman Brothers de aandelen van Neuberger in het bedrijf op en verwierf de controle over Neuberger Berman. Na het faillissement van Lehman Brothers in 2008 werd Neuberger Berman terug een zelfstandige firma.
Neuberger stierf op kerstavond 2010 op 107-jarige leeftijd.

## Neuberger als kunstverzamelaar en mecenas
Omstreeks 1939 had Neuberger voldoende fortuin vergaard om zijn eerste schilderij aan te kopen, het werk Boy from the Plains van Peter Hurd. Hij gaf het schilderij in bruikleen aan zijn goede vriend Nelson Rockefeller die het onderbracht in een reizende tentoonstelling doorheen Noord- en Zuid-Amerika.
In de loop der tijden verzamelde Neuberger werken van onder meer Jackson Pollock, Edward Hopper, Georgia O'Keeffe, Ben Shahn, William Baziotes, Alexander Calder, Stuart Davis en David Smith. In totaal verzamelde Neuberger zowat 1000 werken die werden ondergebracht in de Neuberger Collection. Tijdens het gouverneurschap van Nelson Rockefeller liet deze een museum inrichten in het Purchase College van de State University of New York. Het Neuberger Museum of Art, in een gebouw van architect Philip Johnson, opende in 1974 haar deuren. Bij de start herbergde het museum 108 schilderijen uit de collectie van Neuberger; op het einde van zijn leven was dit aantal opgelopen tot zowat 500 werken uit de Neuberger Collection.
Neuberger gaf eveneens schenkingen aan het Metropolitan Museum of Art, het Museum of Modern Art en het Whitney Museum of American Art en aan andere school- en universiteitsmusea.
Op 15 november 2007 kreeg Neuberger voor zijn verdiensten op kunstgebied de National Medal of Arts uit handen van president George W. Bush.

## Werken
In 1997 schreef Neuberger de autobiografie So Far, So Good - The First 94 Years. In 2003, bij zijn honderdste verjaardag, verscheen The Passionate Collector: Eighty Years in the World of Art dat hij samen met Alfred en Roma Connable schreef.